# Acrophobe
Acrophobe es el primer álbum de estudio de Bad Astronaut, lanzado en 2001 por Honest Don's independent record label. Derrick y Cape son amigos desde la infancia y han tocado juntos un tiempo en Lagwagon hasta que Derrick abandona al grupo en 1995 en la gira de promoción del álbum Hoss. Marko Desantis (guitarrista del grupo Nerf Herder,una de las bandas más importantes de MyRecords, sello independiente de Joey Cape) era la formación original de Section8 grupo que dio a luz a Lagwagon.
El CD incluye dos Covers: Needle In The Hay (Elliott Smith) y 500 millas (Hedy West). El disco logra traer recuerdos de Lagwagon, especialmente en temas como "Greg's Estate", "Logan's Run" y "Unlucky Stuntman" al final cuando hay una llamada de Derrick.

## Listado de canciones
1. "Greg's Estate" - 3:01
2. "Anecdote" - 2:47
3. "Grey Suits" - 2:19
4. "Quiet" - 1:10
5. "500 Miles" (Hedy West) - 1:30
6. "Needle in the Hay" (Elliott Smith) - 3:54
7. "Only Good for A..." - 2:47
8. "Deformed" - 2:45
9. "Logan's Run" - 2:43
10. "Unlucky Stuntman" - 8:56

## Créditos
- Derrick Plourde: Batería
- Marko DeSantis: Marko 72: Bajo
- Joey Cape: Voz, guitarras
- Todd Chapps: Teclados
- Angus Cooke: violín, voz y percusión

- Datos: Q3604773